# Тимасий (епископ Неаполя)
Тимасий (лат. Timasius, итал. Timasio; V век) — епископ Неаполя с 448 или 449 года.

## Биография
Основной исторический источник о епископе Тимасии — написанная на рубеже VIII—IX веков анонимным автором первая часть «Деяний неаполитанских епископов».
О происхождении и ранних годах жизни Тимасия сведений не сохранилось. Он взошёл на епископскую кафедру Неаполя после скончавшегося в 448 или 449 году святого Ностриана. Согласно «Деяниям неаполитанских епископов», будучи современником римских пап Целестина I, Сикста I и Льва I, Тимасий управлял Неаполитанской епархией тридцать один год. Однако, скорее всего, эти сведения ошибочны, так как известно, что в 465 году главой Неаполитанской епархии был уже Сотер, второй преемник Тимасия. Непосредственным же преемником Тимасия в епископском сане был Феликс.